# Karl Fahrner
Karl Fahrner (* 5. Oktober 1929 in St. Anton am Arlberg; † 7. Dezember 1996 in Stuben) war ein österreichischer Skirennläufer. Er erreichte mehrere Siege und Podestplätze bei internationalen Rennen, arbeitete lange Zeit als Skilehrer und Skischulleiter und war Trainer der japanischen Nationalmannschaft.

## Biografie
Fahrner widmete sich ab dem Winter 1946/1947 intensiv dem Skirennsport. Er gewann 1948 drei Medaillen bei den österreichischen Meisterschaften in der Juniorenklasse und erreichte mit dem fünften Platz in der Arlberg-Kandahar-Abfahrt in Chamonix sein erstes bedeutendes Ergebnis auf internationaler Ebene. Im Winter 1949 gewann Fahrner erneut drei Medaillen bei den österreichischen Meisterschaften der Junioren, wobei er sich in der Abfahrt den Titel sicherte. Bei der Hahnenkamm-Abfahrt in Kitzbühel wurde er im selben Jahr Fünfter. Mehrere Podestplätze erreichte Fahrner im Winter 1949/1950: Er wurde Zweiter in der Abfahrt des „Weissen Bandes“ in St. Moritz, ebenfalls Zweiter im Riesenslalom von Sestriere und jeweils Dritter in den Abfahrten von St. Anton und Davos sowie der Kombination von St. Moritz. Jeweils den dritten Platz in Slalom und Kombination erzielte er bei den österreichischen Meisterschaften 1950. Seine Resultate reichten jedoch nicht für eine Nominierung zur Weltmeisterschaften 1950 in Aspen, weshalb er seine Karriere vorerst beendete.
Fahrner ging 1950 zusammen mit dem ebenfalls aus St. Anton stammenden Pepi Gabl in die USA und arbeitete beim Mount Mansfield Ski Club in Stowe (Vermont) als Skilehrer. In Stowe beteiligte er sich auch wieder an Rennen und erreichte neben weiteren Podestplätzen 1954 den Sieg in Abfahrt und Kombination, ehe er sich wenige Jahre später vom aktiven Skirennsport zurückzog und als Trainer zu arbeiten begann. Er war zunächst zwei Jahre als Berater beim Kanadischen Skiverband tätig und übernahm 1959 das Training der japanischen Nationalmannschaft, die er zu den Olympischen Winterspielen 1960 in Squaw Valley führte. Danach arbeitete er wieder als Skilehrer und Skischulleiter, zunächst in Broadmoor (Colorado) und später für neun Jahre am Whiteface Mountain in Lake Placid. Dort war er 1972 auch Technischer Direktor der Alpinbewerbe der Winter-Universiade. 1974 kehrte Fahrner von Lake Placid nach St. Anton zurück und arbeitete weiter als Skilehrer sowie als Aufsichtsjäger. Bei den Olympischen Winterspielen 1980 in Lake Placid war er erneut Technischer Direktor und Pistenchef der Alpinbewerbe.